# Jacek Siemiński
Jacek Siemiński herbu Leszczyc – chorąży radomszczański w latach 1791–1793, stolnik radomszczański w latach 1789–1791, podstoli radomszczański w latach 1785–1789, cześnik radomszczański w latach 1784–1785, wojski mniejszy sieradzki w latach 1783–1784. W 1792 roku został marszałkiem województwa sieradzkiego w konfederacji targowickiej.
Z ramienia konfederacji targowickiej wybrany w 1793 roku członkiem Komisji Skarbowej Koronnej.